# فلورنسا والد
فلورنسا والد (بالإنجليزية: Florence Wald)‏ هي ممرضة أمريكية، ولدت في 19 أبريل 1917 في نيويورك في الولايات المتحدة، وتوفيت في 8 نوفمبر 2008 في برانفورد ‏ في الولايات المتحدة بسبب مرض.